# KBSニュース広場
KBSニュース広場（ケー・ビー・エス・ニュースひろば、朝: KBS 뉴스광장、英: KBS NEWS PLAZA）は、韓国・KBSの第1テレビ放送・第1ラジオ放送で放送されているニュース番組である。

## 概要
1991年5月20日に第1回放送を開始。
韓国時間平日午前6時から7時50分にソウル特別市のKBSニューススタジオをメインスタジオに生放送される。番組は6時台の第1部と7時台の第2部に分かれ、韓国国内を中心に世界各地の前日～放送当日早朝にかけての動き・話題を、現場記者のレポートなどを交えて詳しく解説するもので、午前6時台前半のパートは第1ラジオ放送にも同時放送される。
正月の新暦元日・1月1日は新春特番として放送されるが、この場合は日曜日であっても放送される。一方旧暦のソルラル前後については、放送される年とされない年とでまちまちで、放送のない日（韓国の祝祭日を含む）は、15分の定時ニュースとなる。
また日本では「KBS WORLD」で午前7時まで（2012年4月以後。以前は6時50分や7時50分の全編を通して放送したこともあった。週末の土曜日分は放送される時期とされなかった時期とでまちまち）同時生放送される。ただし、字幕放送や日本語吹き替えは行われていない。なお、韓国の祝祭日などで放送がない場合、15分の定時ニュース終了後は別の番組を編成する。その旨はKBS WORLDのホームページにも掲載される。

## 出演者

### 平日
- パク・ジュギョン（박주경）記者
- キム・ドヨン（김도연) アナウンサー

### その他
- ガン・アラン（강아랑）気象キャスター

## 放送時間
（表記はすべて、KSTである。）
| 期間       | 期間       | 放送時間（KST）                   | 放送時間（KST）                   |
| ---------- | ---------- | --------------------------------- | --------------------------------- |
| 1991.05.20 | 1991.07.06 | 月曜 - 土曜 6:00 - 8:00 （120分） | 月曜 - 土曜 6:00 - 8:00 （120分） |
| 1991.07.08 | 1992.04.04 | 月曜 - 土曜 6:50 - 8:00 （70分）  | 月曜 - 土曜 6:50 - 8:00 （70分）  |
| 1992.04.06 | 1993.05.01 | 平日 6:00 - 8:00 （120分）        | 土曜 7:00 - 8:00 （60分）         |
| 1993.05.03 | 1993.10.16 | 平日 6:00 - 8:00 （120分）        | 土曜 6:30 - 8:00 （90分）         |
| 1993.10.18 | 1996.10.12 | 平日 6:00 - 8:00 （120分）        | 土曜 7:00 - 8:00 （60分）         |
| 1996.10.14 | 1997.10.18 | 平日 6:00 - 7:50 （110分）        | 土曜 7:00 - 7:50 （50分）         |
| 1997.10.20 | 2005.07.02 | 月曜 - 土曜 6:00 - 7:50 （50分）  | 月曜 - 土曜 6:00 - 7:50 （50分）  |
| 2005.07.04 | 2008.11.15 | 平日 6:00 - 7:45 （105分）        | 土曜 6:00 - 7:40 （100分）        |
| 2008.11.17 | 2010.05.08 | 平日 6:00 - 7:50 （110分）        | 土曜 6:00 - 7:35 （95分）         |
| 2010.05.10 | 2011.02.05 | 平日 6:00 - 7:50 （110分）        | 土曜 7:00 - 7:50 （50分）         |
| 2011.02.07 | 2017.11.18 | 月曜 - 土曜 6:00 - 7:50 （110分） | 月曜 - 土曜 6:00 - 7:50 （110分） |
| 2017.11.20 | 2018.01.25 | 平日 6:00 - 7:50 （110分）        | 土曜 7:00 - 7:50 （50分）         |
| 2018.01.26 | 2018.02.05 | 平日 6:00 - 7:40 （100分）        | 土曜 7:00 - 7:40 （40分）         |
| 2018.02.06 | 2018.02.17 | 平日 6:00 - 7:50 （110分）        | 土曜 6:00 - 7:40 （100分）        |
| 2018.02.19 | 現在       | 月曜 - 土曜 6:00 - 7:50 （110分） | 月曜 - 土曜 6:00 - 7:50 （110分） |

## 大まかな番組の内容

### 第1部・第2部共通
- 今朝のニュースヘッドライン
- ニュース詳細

### 第1部
- スポーツニュース「スポーツ・インサイド」
- ニュース解説
- 交通情報
- 経済ニュース
- エンターテインメントニュース
- 世界の窓（インターネットから伝えられる世界のニュース）

### 第2部
- グッドモーニング!地球村（世界のニュース）
- ニュースブリーフィング（ニュース解説）
- インターネットの広場（インターネットから伝えられる世界のニュース）
- 日替わり企画
  - 月曜日　生活
  - 木曜日　映画情報
  - 金曜日　週末情報
  - 土曜日　スポーツ情報、交通情報
- 7:35ごろからローカルニュース（各主管放送本部ごとで、大抵は「ニュース広場・（地域名）」と付く）

## ローカルニュース番組名
- KBS京仁放送センター - KBSニュース広場京畿・仁川
- KBS釜山放送総局 - KBSニュース広場釜山
- KBS蔚山放送局 - KBSニュース広場蔚山
- KBS昌原放送総局 - KBSニュース広場慶南
- KBS大邱放送総局 - KBSニュース広場大邱・慶北
- KBS光州放送総局 - KBSニュース広場光州・全南
- KBS全州放送総局 - KBSニュース広場全北
- KBS大田放送総局 - KBSニュース広場大田・世宗・忠南
- KBS春川放送総局 - KBSニュース広場江原
- KBS清州放送総局 - KBSニュース広場忠清北道
- KBS済州放送総局 - KBSニュース広場済州